# Port Hood (Nova Escócia)
Port Hood é a cidade sede do condado de Inverness, na província canadense da Nova Escócia, província do atlântico no leste do Canadá.